# 益子勝清
益子 勝清（ましこ かつきよ）は、戦国時代の武将。下野宇都宮氏、水谷氏の家臣。下野国西明寺城主。

## 略歴
永正元年（1504年）、益子勝光の嫡男として誕生。
天文8年（1539年）、宇都宮氏が那須氏の内紛に介入した事を契機として、結城氏と対立する。宇都宮と結城両氏は合戦に及ぶこと数度、ことごとく結城方の水谷正村に翻弄され、何度と軍役を命ぜられた勝清はついに主家を離反し、下総国下館に移住し水谷方の傘下となった。この頃、宇都宮氏は下野守護でありながら、その座を競ってきた同格の小山氏と、その一門・結城氏、独立した国人領主・那須氏等近隣諸国を敵にまわし滅亡の窮地に立っていた。益子氏は宇都宮氏の祖・藤原宗円の外戚として以来の譜代の重鎮であったが、敵対勢力と宇都宮領の最前線に立たされており、重い軍役を負い続けてきた事から苦心の末の鞍替えであった。
しかし、益子家の屋敷があったとされる御城山から、戦国時代に生活していた磁器などが見つかった事から、勝清や主だった者は下館に移り、その他一族の一部やほとんどの家臣らは益子領に残ったと推測される。
天文23年（1554年）、下館で死去したとされている。家督を継いだ子・勝家は益子領に復帰したが、その弟・勝宗が謀叛により、勝宗が益子領主となる。